# Åhlmans Olof Olsson
Åhlmans Olof Olsson, född 12 maj 1866 i Åls församling, Kopparbergs län, död där 7 december 1937, var en svensk hemmansägare, kommunalnämndsordförande och riksdagsman (bf).
Olsson var ledamot av riksdagens första kammare från urtima riksdagen 1919 till 1921, invald i Kopparbergs läns valkrets.